# Liste des secrétaires généraux des Nations unies

## Liste des secrétaires généraux de l'ONU depuis sa création
.
| N° | Portrait | Nom (naissance-mort) | Pays d'origine | Mandat           | Mandat            | Notes                                        |
| N° | Portrait | Nom (naissance-mort) | Pays d'origine | Début            | Fin               | Notes                                        |
| -- | -------- | --- | -------------- | ---------------- | ----------------- | -------------------------------------------- |
| -  |          | Gladwyn Jebb Date de naissance : 25 avril 1900, Firbeck Hall, Royaume-Uni Date de décès : 24 octobre 1996, Bramfield Hall, Royaume-Uni (96 ans)                                              | Royaume-Uni    | 24 octobre 1945  | 2 février 1946    | Par intérim avant la première élection.      |
| 1  |          | Trygve Lie Date de naissance : 16 juillet 1896, Oslo, Norvège, Groupe des États d'Europe occidentale et autres États Date de décès : 30 décembre 1968, Geilo, Norvège (72 ans)               | Norvège        | 2 février 1946   | 10 novembre 1952  | Démissionne lors de son second mandat.       |
| 2  |          | Dag Hammarskjöld Date de naissance : 29 juillet 1905, Jönköping, Suède, Groupe des États d'Europe occidentale et autres États Date de décès : 18 septembre 1961, Zambie (56 ans)             | Suède          | 10 avril 1953    | 18 septembre 1961 | Meurt en fonction lors de son second mandat. |
| 3  |          | U Thant Date de naissance : 22 janvier 1909, Pantanaw, Birmanie, Groupe Asie-Pacifique Date de décès : 25 novembre 1974, New York, États-Unis (65 ans)                                       | Birmanie       | 30 novembre 1961 | 31 décembre 1971  | Exerce deux mandats.                         |
| 4  |          | Kurt Waldheim Date de naissance : 21 décembre 1918, St. Andrä-Wördern, Autriche, Groupe des États d'Europe occidentale et autres États Date de décès : 14 juin 2007 Vienne, Autriche (89 ans | Autriche       | 1er janvier 1972 | 31 décembre 1981  | Exerce deux mandats.                         |
| 5  |          | Javier Pérez de Cuéllar Date de naissance : 19 janvier 1920, Lima, Pérou, Groupe latino-américain et les Caraïbes Date de décès : 4 mars 2020, Lima, Pérou (Âge: 100 ans)                    | Pérou          | 1er janvier 1982 | 31 décembre 1991  | Exerce deux mandats.                         |
| 6  |          | Boutros Boutros-Ghali Date de naissance : 14 novembre 1922, Le Caire, Égypte, Groupe africain Date de décès : 16 février 2016, Le Caire, Égypte (94 ans)                                     | Égypte         | 1er janvier 1992 | 31 décembre 1996  | Exerce un mandat.                            |
| 7  |          | Kofi Annan Date de naissance : 8 avril 1938, Kumasi, Ghana, Groupe africain Date de décès : 18 août 2018, Berne, Suisse (80 ans)                                                             | Ghana          | 1er janvier 1997 | 31 décembre 2006  | Exerce deux mandats.                         |
| 8  |          | Ban Ki-moon Date de naissance : 13 juin 1944, Eumseong, Corée du Sud, Groupe Asie-Pacifique (81 ans)                                                                                         | Corée du Sud   | 1er janvier 2007 | 31 décembre 2016  | Exerce deux mandats.                         |
| 9  |          | António Guterres Date de naissance : 30 avril 1949, Lisbonne, Portugal, Groupe des États d'Europe occidentale et autres États (75 ans)                                                       | Portugal       | 1er janvier 2017 | Actuellement      | Exerce son second mandat.                    |